# 法奇奥里
法奇奥里钢琴，或译法齐奥利、法吉歐利，是一家位于意大利萨奇莱的三角钢琴制造公司，每年生产约140架钢琴。該公司成立于1981年，创始人是工程师兼钢琴家的保罗·法奇奥里（Paolo Fazioli）。雖然Fazioli是意大利公司，但其市場主要是國外（佔收入的95%）。

## 歷史
Fazioli誕生於七十年代末期，源於鋼琴家和工程師 Paolo Fazioli（1944-）。他于1969年獲得機械工程學位，畢業於薩皮恩扎大學，1971年在佩薩羅的G. Rossini音樂學院獲得鋼琴文憑，師從塞爾吉奧·卡法羅。同一時期，他還在聖塞西莉亞學院，獲得音樂作曲碩士學位，師從作曲家鮑里斯·波雷納。他在當時召集了身邊的專家們（聲學家、木材技術專家和鋼琴家），旨在“打造具有獨特原始音色的高品質三角鋼琴。
與此同時，他的哥哥們接管了一家生產辦公家具的家族企業。工廠使用稀有和具有異國情調的木材，如柚木、桃花心木和紅木。Paolo Fazioli同期也加入了公司；然而，他也沒有放棄製造世界上最好的三角鋼琴。因此，在1979年代末，Fazioli鋼琴工廠在威尼斯以北約40英里的Sacile的家具廠內建成。公司於1981年1月正式成立，建於家具廠旁的土地上。
1979 年，Fazioli開始設計第一台小型三角鋼琴原型。設計團隊由音樂聲學專家Pietro Righini教授、木材技術專家Guglielmo Giordano教授、Virgilio Fazioli和Lino Tiveron組成。F183的原型於1980年6月完成，隨後在1981年又完成了另外兩個型號——F156和F278的原型。下半年，開始著手F228模型的原型工作。
1982年2月，當時所有四種型號都有在法蘭克福音樂展上展出。Fazioli工廠內的生產面積隨後擴大到600平方米（6,500 平方英尺），每月產量增加至兩架鋼琴。
1983年，該公司開始與Zeltron（扎努西研究所）合作，旨在進一步提高音質。在1984年和1985年宣佈取得初步進展，當時開始有許多其他鋼琴家開始使用Fazioli鋼琴演奏，多家重要音樂廳亦採購F278音樂會三角鋼琴，公司開始向歐洲主要國家和美國出口。
對用於大型音樂廳，需要更雄偉的音量和豐富音色鋼琴的需求激發了F308型號的概念，而當時完成後，該型號成爲了目前市面上最長的量產鋼琴。除此項目外，還開始研發一種新型號以補充現有生產線，即長度為212厘米的中型F212。
1998年，該公司在當時的工廠旁邊購買了約14,000平方米（150,000 平方英尺）的土地，建造了一個每年可生產約150台鋼琴的新工廠。其他新設備包括一個聲學研究實驗室和一個可以測試新鋼琴的音樂廳。2001年，新工廠逐漸接近每年生產100台鋼琴的目標。
Fazioli音樂廳的第一個音樂會季由Aldo Ciccolini主持開幕，他當時演奏的樂器仍然被放置在大廳裡，型號爲F278音樂會三角鋼琴，被Ciccolini暱稱為“魔術師梅林”。

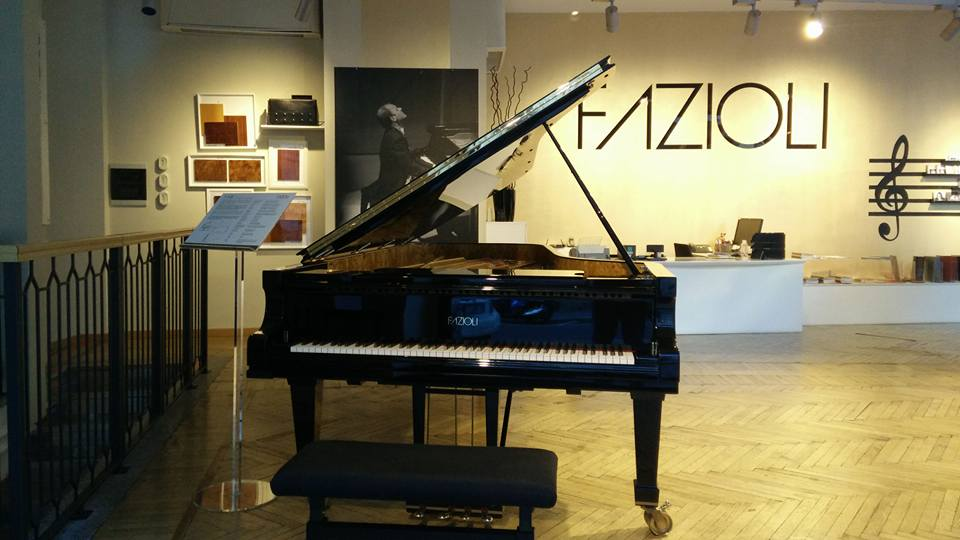
米蘭陳列室中——四踏板版本的Fazioli F308

2001年，Fazioli搬到新工廠，年產量由80台增加到120台。
2004年，銷量突破100台。同年，新辦公室和Fazioli音樂廳落成。大廳配備了可變聲學設備，用於樂器測試、音樂會和錄音等。
2009年12月11日，意大利第一家位於米蘭的陳列室開業。因為離斯卡拉歌劇院不遠，音樂家可以方便的到訪和使用。
2015 年，Paolo Fazioli的長子Luca畢業於經濟學專業，也加入了公司。2017年6月，Friulia增資5%的股份。

## 型号
法吉歐利提供六种型号的三角钢琴，其名稱由F（品牌名稱的第一個字母）組成，後面是鋼琴的長度（以厘米為單位）。最大的法吉歐利F308长达3.08米（约10尺2），是市售最大的三角钢琴。该钢琴另外一个特点是，它比其他鋼琴多出第四个踏板，多出的踏板的作用是缩短内部击锤和琴弦之间的距离，在不改变音质的情况下降低弹奏的音量，这个功能實現方法和立式钢琴的轻音踏板类似。Fazioli已擁有第四個踏板的專利。
| 型號 | 長度（cm） | 長度（ft） | 系列                |
| ---- | ---------- | ---------- | ------------------- |
| F156 | 156        | 5.12       | Grand Piano         |
| F183 | 183        | 6          | Grand Piano         |
| F212 | 212        | 6.96       | Grand Piano         |
| F212 | 228        | 7.48       | Grand Piano         |
| F278 | 278        | 9.12       | Concert Grand Piano |
| F308 | 308        | 10.1       | Concert Grand Piano |